# Telek József
Telek József (Tarnóc, Nógrád vármegye, 1716 – Vác, 1773. június 3.) ferences rendi szerzetes, teológiai tanár, hitszónok.

## Élete
A ferences rendbe 1735-ben lépett be, a próbaévet 1736-ban a szécsényi klastromban töltötte. Teológiai tanulmányainak végeztével bölcseleti, majd teológiai tanár lett, 1750 után azonban az egyházi szónoklati pályára lépett, amelyben Kecskeméten és másutt is igen jó hírre tett szert. Élete alkonyán a váci rendház főnöke volt, halála pontos dátuma nem ismert.
Egy idézet „Coronae Mariannae” című művének első, Nagyboldogasszony ünnepére írott prédikációjából:
„Ugyan az a' személy válogatást nem tudó halál: Ugyan az a' senkinek nem kedvezö halandóságunknak közönséges romlása; melly Ádám elsö Atyánkat életétöl meg-fosztotta: melly a' régi Sz. Pátriárkákat, söt önnön magát a' Meg-Váltó Kristust el-óltotta; már a' makula nélkül fogantatott szeplötelen Szüz Mariát-is vakmerö kaszájával meg-sértette, meg-sebesitette 's éppen el-hervasztotta. O vad bátorságú halál! tehát meg-nem elégedtél azzal; hogy kezdettül-fogva e' világnak minden erösseit meg-erötlenitetted, minden nagyait meg-aláztad; minden kúltsos várait rendibe tapodtad, minden szépeit el-hervasztottad 's öszve-aszaltad; hanem egészen oda eresztetted hatalmadat, hogy a' bé-rekesztett kerten-is rést ejtenél; a' bé-petsételtetett kútot fel-törnéd. a' mennyei Salomon virágos ágyát öszve gázolnád, és az Úr Jésusnak választott templomát, szerelmes Annyát, a szeplötelen Szüz Máriát, életétül meg-fosztanád, meg-ölnéd, el-fonnyasztanád?" (A szöveg az 1772-es váci kiadás betűhű idézete)

## Művei
- Tavaszi rózsa. Az az Panormi szűz szent Rosália életének sommája, melyet nemes kir. szabad Kassa várossának, sz. Rosália hegyén lévő kápolnához rendelt, esztendő-béli ájtatosságára nézve egybe szedegetett és prédikátzió módra rendelt beszédben világosságra terjesztett… Kassa, 1757
- Hathatós erejű magnes-kő, az az: A szerelmes tanítvány szent János evangelistának, úgy az oltár, papságnak méltóságát is mágnes-kőhöz képzett hasonlításban egybefoglaló beszéd. Mellyet Rátót névő helységbe 1757. esztendőben sz. János evangélista ünnepe napján… élő nyelvével mondott. Pest, 1759
- Bátorságos havasok. Az az havi boldog aszszony napján… Mellyet… Szöged várossában a sz. Ferencz fiainak klastroma mellett hajdan havi boldog aszszony tiszteletére felépítetett ritka szépségű sz. egyházban 1759 esztendőben, ugyan havi boldogaszszony ünnepe-napján, élő nyelvével mondott. Uo. 1761
- Négy világító úrnapi lámpások. Az az, az oltári nagy szentség-felől támasztott vetekedéseknek setétes homályát világosító négy prédikátziók… Kalocsa, (1764). Rézmetszet
- Úr napi két zöld ágak. Az az: az oltári nagy szentségnek valóságát bizonyító úr napi két beszélgetések, mellyeket Kecskemét mező várossának piaczán az Úr Jézus juhaihoz élő nyelvével nyujtott… Uo. év n.
- Dániel törvény-széke, mellyben Susannának ártatlansága védelmeztetik: azaz: b. aszszony születése napján beszélgetés, mellyet a Susannanal ártatlanabb b. Szűz Mária angyali ártatlanságának védelmezésére az 1766. esztendőben, Ketskemét mező várossában… halgatói eleibe terjesztett. Pest, 1769
- Tizenkéttsillagú korona. Apocal. 12. vers 1. Azaz: az Isten szerelmes szent annyának, angyalok hatalmas királynéjának magyar hazánk nagy aszszonyának, a makula nélkül fogantatott szűz Máriának esztendőbéli tizenkét ünnepeire egybe-szedegettetett prédikátziók; mellyeket egynéhány esztendők folyamlása alatt, már királyi, már mezővárosokon az Isten szent annyát híven tisztelő magyar néphez, egyedül fiúi ajtatosságbol, élő nyelvével prédikállott: most pedig részre osztván, világosságra botsátott. Buda, 1769
- Égi segítség, az az Kis-Aszszony napján prédikátió; Landerer Ny., Buda, 1771
- Coronae Mariannae tomus II. Az az a boldogságos szűz Mária tizenkét tsillagú koronájának vagy tizenkét ünnepeire tsillag-sugárok gyanánt el-osztatott prédikátzióknak II. része, mellyben az utolsó hat tsillagokat, vagy ünnepeket, egymást követő szép rendel, öszvefüzögette, és a magyar népnek hasznára világosságra botsátotta. Vácz, 1772